# Нова Ободівка
Нова́ Ободі́вка — село в Україні, у  Ободівській сільській громаді Гайсинського району Вінницької області. Населення становить 2350 осіб на кінець 2024 року.

## Історія
12 червня 2020 року, відповідно розпорядження Кабінету Міністрів України № 707-р «Про визначення адміністративних центрів та затвердження територій територіальних громад Вінницької області», село увійшло до складу Ободівської сільської громади.
19 липня 2020 року, внаслідок адміністративно-територіальної реформи і ліквідації Тростянецького району, село увійшло до складу Гайсинського району.

## Населення

### Мова
Розподіл населення за рідною мовою за даними :
| Мова            | Кількість | Відсоток |
| --------------- | --------- | -------- |
| українська      | 2923      | 97.99%   |
| російська       | 44        | 1.48%    |
| вірменська      | 11        | 0.37%    |
| румунська       | 3         | 0.10%    |
| білоруська      | 1         | 0.03%    |
| інші/не вказали | 1         | 0.03%    |
| Усього          | 2983      | 100%     |

## Пам'ятки
- Урочище Кручі — ландшафтний заказник місцевого значення.

## Відомі люди
Уродженцями села є
- Боднарчук Ігор (1989— 2022) — український військовик, учасник російсько-української війни[5].
- Василишин Сергій (1974— 2023) — український військовик, учасник російсько-української війни[6].
- Юрій Костенко (1951) — український політик. Голова Української Народної Партії з грудня 1999 року. Кандидат технічних наук.
- Латуша Микола (1973— 2023) — український військовик, учасник російсько-української війни[7].
- Юрій Легун  (1967) — український історик. Фахівець у галузях джерелознавства, історії селянства й спеціальних історичних дисциплін, зокрема генеалогії та геральдики.
- Максимишин Олександр (1984— 2024) — український військовик, учасник російсько-української війни[8].
- Олекса Новаківський (1872-1935) — український живописець і педагог.
- Олександр Притика (1965—2014) — український військовик,  старший солдат Збройних сил України, учасник російсько-української війни, загинув 2014 року під Маріуполем[9].